# Themira bifida
Themira bifida är en tvåvingeart som beskrevs av Zuska 1974. Themira bifida ingår i släktet Themira och familjen svängflugor. Inga underarter finns listade i Catalogue of Life.